# إيديل فرات
إيديل فرات (بالتركية: İdil Fırat)‏ ولدت الفنانة عام 1972 في مدينة أنقرة. تخرجت من جامعة 9 أيلول من مدينة إزمير قسم المسرح من الفنون الجميلة. عملت في عدة مسارح منها مسرح إزمير الدولي، مسرح الطفل في إزمير، مسرح الفن في أنقرة ومسرح دورمان في اسطنبول. جسدت في عدة أعمال تلفزيونية.

## اعمالها
- المواجهة 1999
- انتبه هناك طفل 1999
- قلب شجاع 1999
- نحن معا حتى لو افترقنا 1999-2004
- زرد 2002
- العشق والغرور 2002
- 90-60-90 2001
- الجسر 2006
- شباط 2012-2013

أما بالنسبة الأفلام التي شاركت فيها:
- مال سهل 2002.
- وردتي 2002.
- طوبا فيزيون تلي 2003.
- جورا 2003.
- منفرد 2007.
- نادي الخاسرين 2011.

## روابط خارجية
- إيديل فرات على موقع IMDb (الإنجليزية)
- إيديل فرات على موقع ألو سيني (الفرنسية)
- إيديل فرات على موقع أول موفي (الإنجليزية)
- إيديل فرات على موقع قاعدة بيانات الأفلام السويدية (السويدية)
- إيديل فرات على موقع قاعدة بيانات الفيلم (الإنجليزية)
- إيديل فرات على موقع كينوبويسك (الروسية)